# Izumi (Osaka)

Izumi au sein de la préfecture d'Osaka.

Pour les articles homonymes, voir Izumi (homonymie).
Izumi (和泉市, Izumi-shi) est une municipalité ayant le statut de ville (市, shi) dans la préfecture d'Osaka, au Japon. La ville a reçu ce statut en 1956.

## Monuments et structures remarquables
- Le temple Sefuku-ji, une étape du pèlerinage de Kansai Kannon.

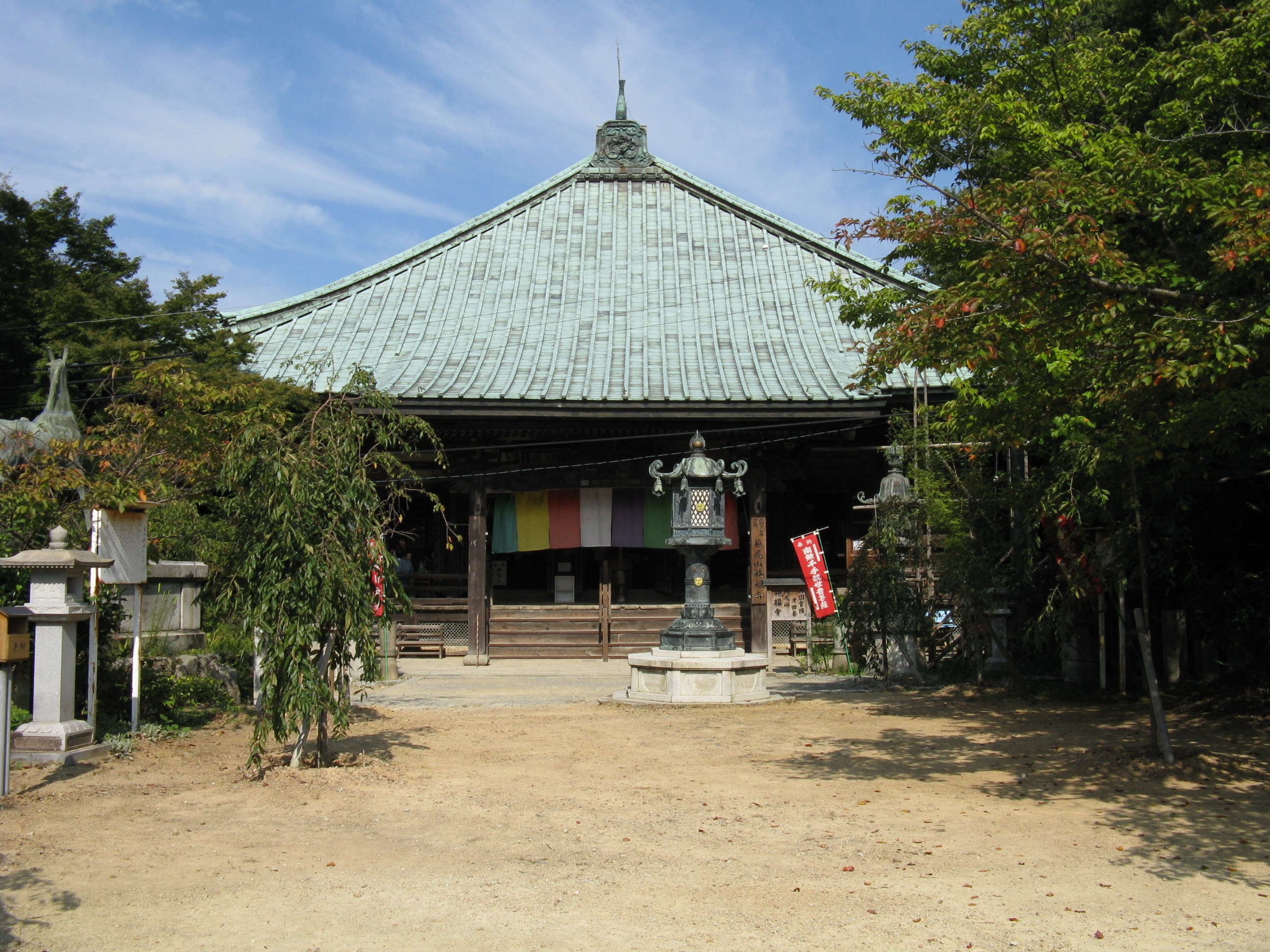
Sefuku-ji.

- Depuis 1995, l’Université Momoyama gakuin a son campus à Izumi[1].
- Site d'Ikegami Sone (池上曽根遺跡?)

- Temple Kouhou-ji

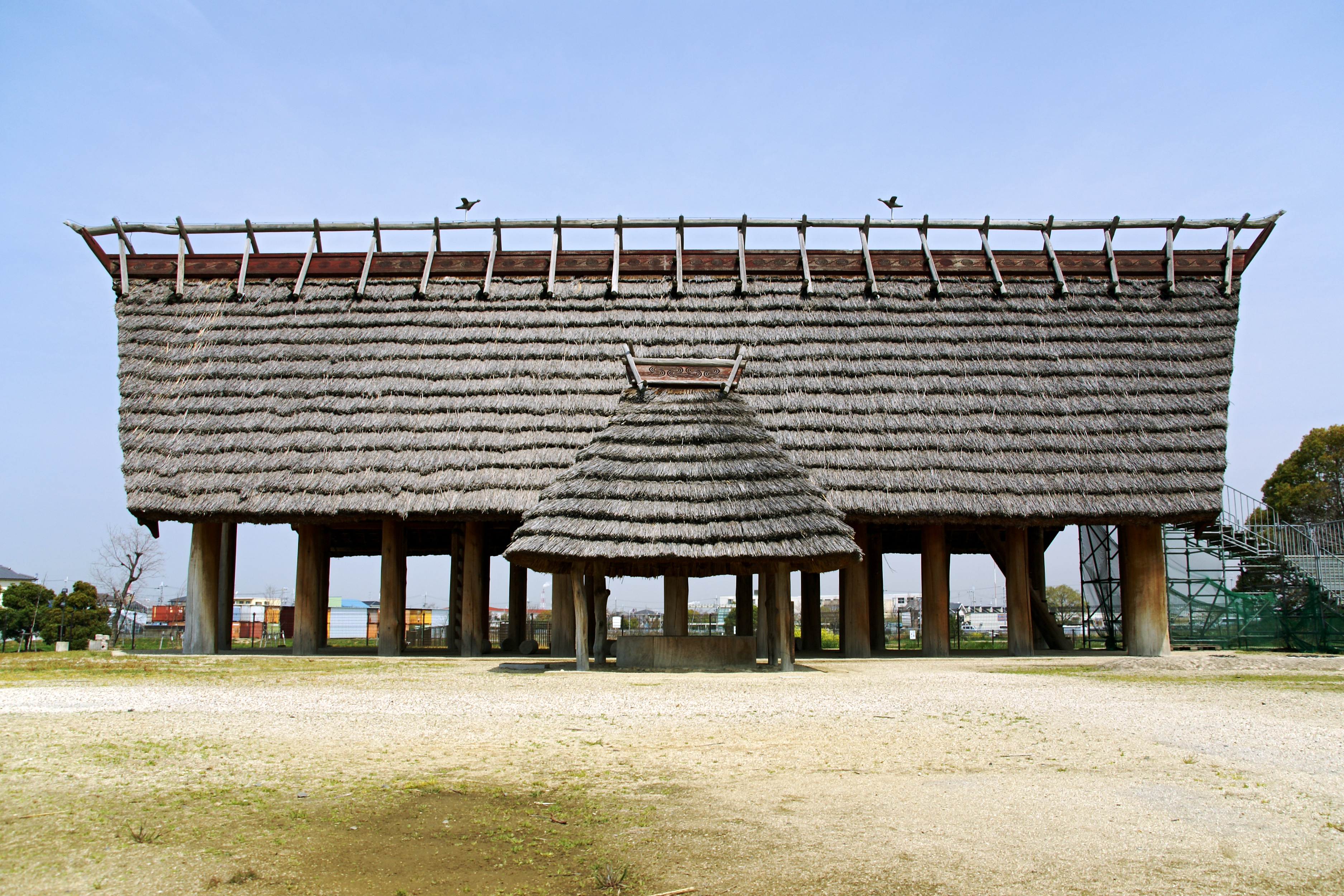
Ikegami-sone.

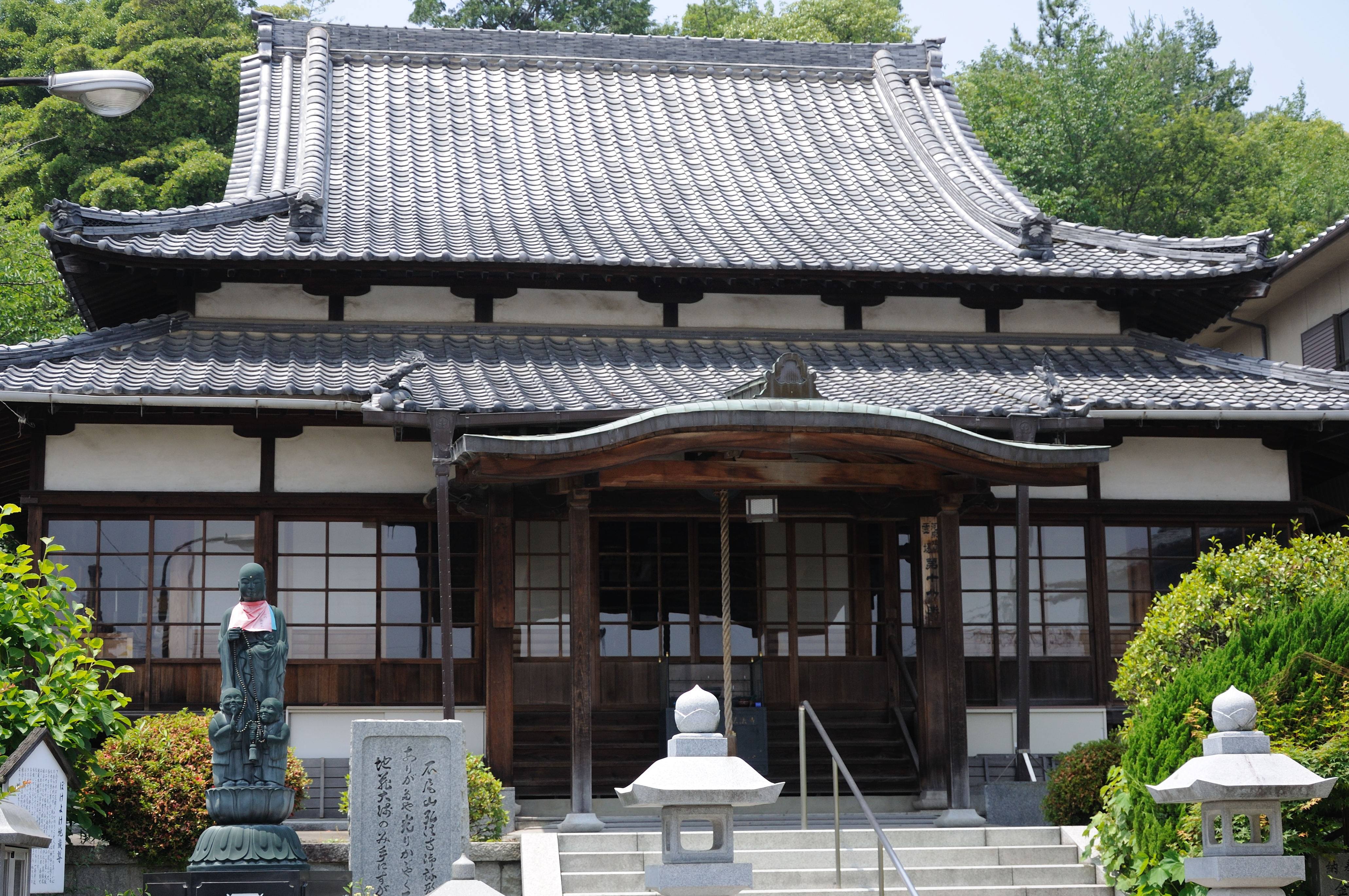
Kouhou-ji.

- Musée préfectoral de la culture Yayoi (大阪府立弥生文化博物館)[2]

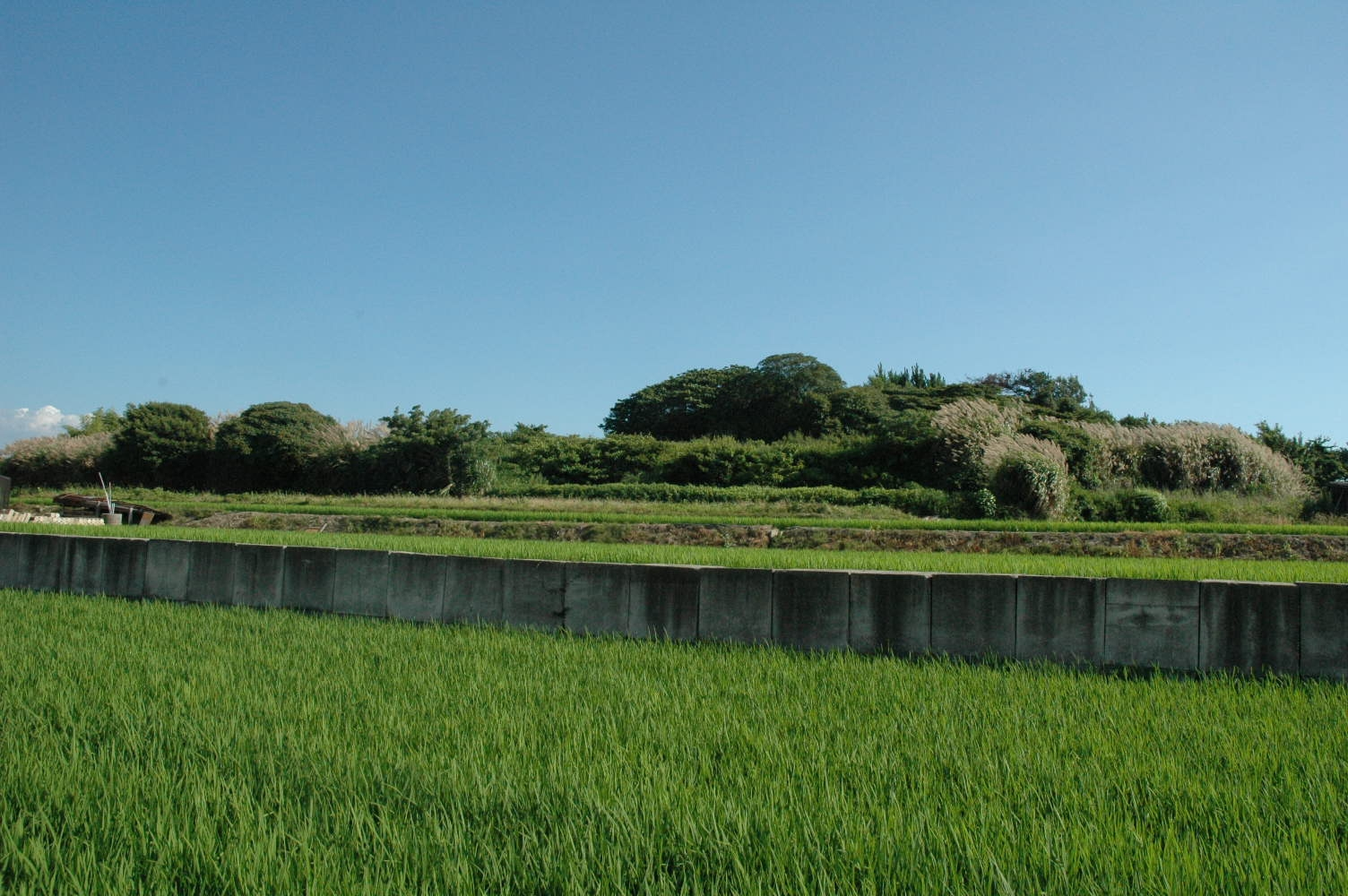
Kofun d'Izumikoganeduka.

- Kofun d'Izumikoganezuka (和泉黄金塚古墳?)

- Musée des Beaux-Arts Kubosō

## Festivals

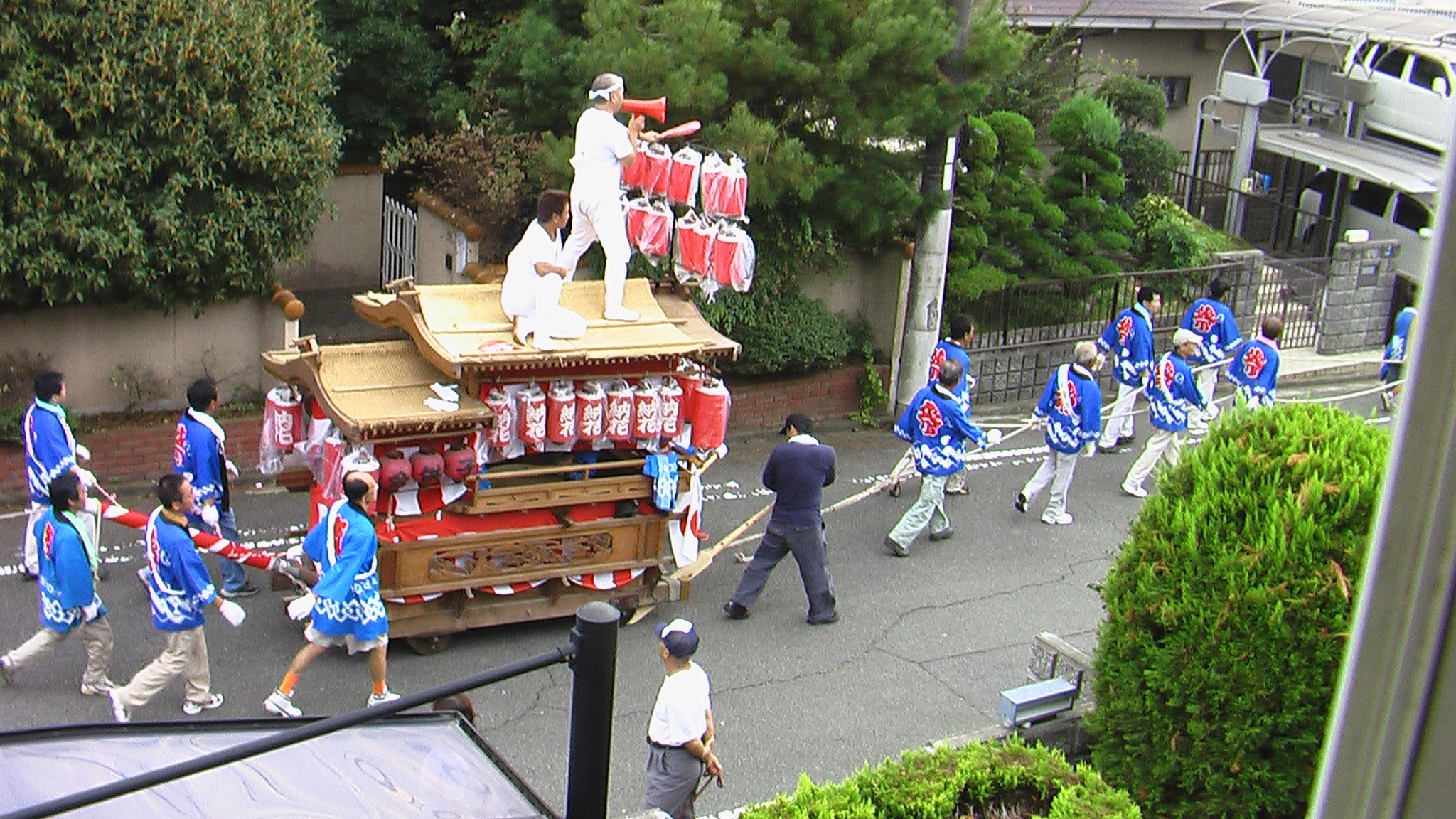
Izumi danjiri matsuri.

- Izumi danjiri matsuri